# Lawrence Livermore National Laboratory

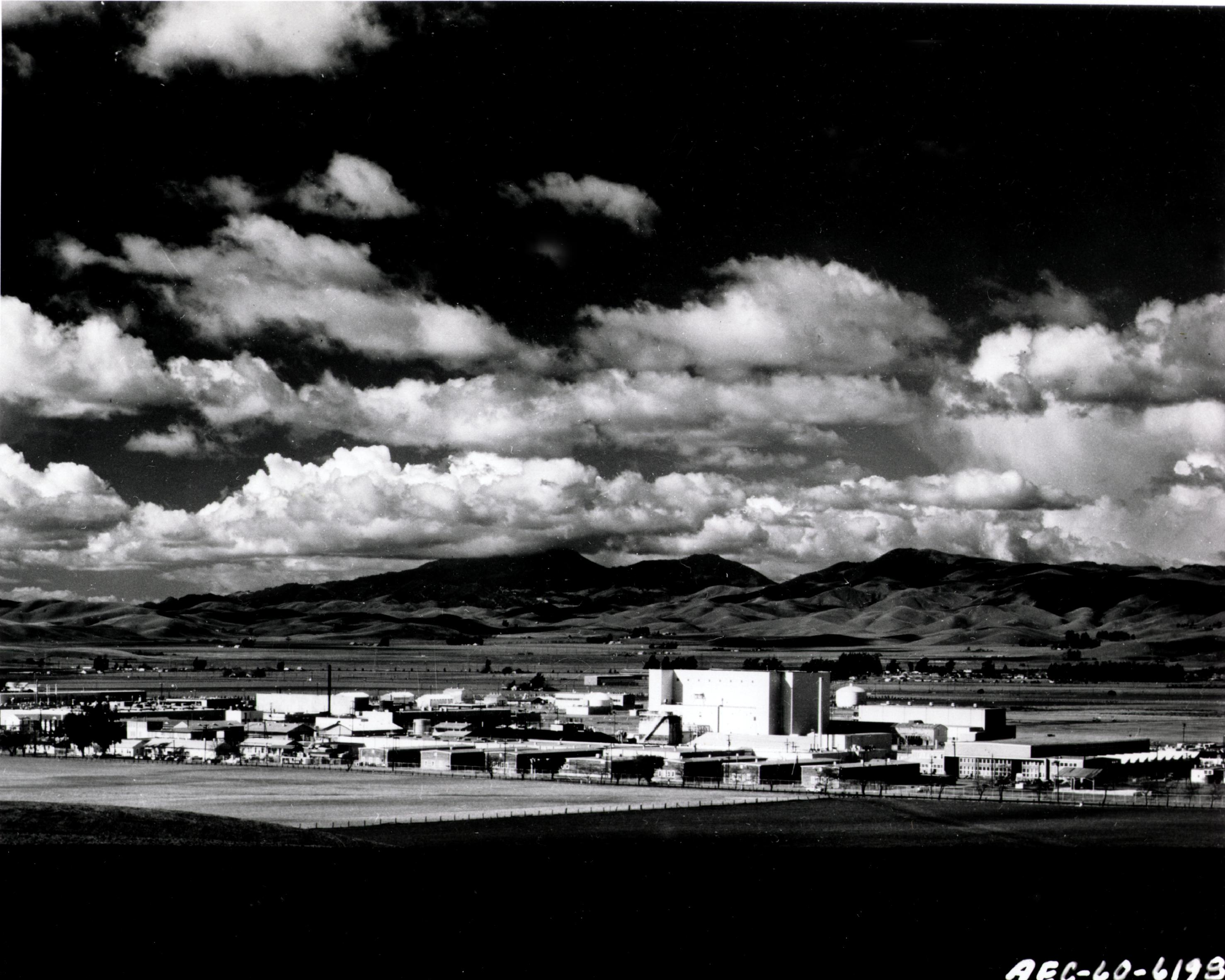
Vista del laboratorio

Il Lawrence Livermore National Laboratory (LLNL) è un laboratorio di ricerca del Dipartimento dell'Energia degli Stati Uniti d'America, gestito dall'Università della California e ubicato a Livermore. Insieme al Laboratorio Nazionale di Los Alamos, il centro si occupa dello sviluppo di armi nucleari per il Governo degli Stati Uniti. Le finalità della struttura sono "ricerca e sviluppo di scienza e tecnologia applicate alla sicurezza nazionale": il laboratorio esegue ricerche in molti campi, tra i quali quelli dell'energia, della biomedicina e delle scienze ambientali.

## Storia
Il laboratorio sorge su quella che precedentemente era la Stazione di Addestramento Navale e inizialmente era utilizzato come sito principale per i progetti del Lawrence Berkeley National Laboratory dell'Università della California, che richiedevano uno spazio non disponibile nei laboratori a Berkeley, e fu creato come secondo laboratorio, in competizione con il primo laboratorio dedicato allo sviluppo delle armi nucleari, il Laboratorio Nazionale di Los Alamos. Tra i promotori della sua costituzione, vi fu Edward Teller, che lo concepiva come uno strumento per poter sviluppare rapidamente la bomba all'idrogeno, dal momento che, a suo dire, a Los Alamos il suo progetto non riceveva le dovute attenzioni. Nonostante la realizzazione del laboratorio fu completata nel settembre 1952, il progetto della bomba all'idrogeno fu completato prima a Los Alamos.
Storicamente i laboratori di Berkeley e Livermore erano inizialmente molto collegati sia nei progetti di ricerca che nelle operazioni economiche e nel personale. Il Livermore Lab fu fondato inizialmente come ramo del Berkeley Lab. Entrambi devono il loro nome ad Ernest Orlando Lawrence (l'inventore del ciclotrone). Attualmente nei documenti ufficiali il Lawrence Berkeley National Laboratory è designato come Site 100, il Lawrence Livermore National Laboratory come Site 200, e il Los Alamos National Laboratory come Site 300.
Primo direttore del centro fu il trentaduenne Herbert York. York divise il laboratorio in quattro unità principali: Progetto Sherwood (il programma di fusione a confinamento magnetico), l'unità di verifica degli armamenti, l'unità di sviluppo delle armi termonucleari e lo sviluppo della fisica di base. Le prime due unità furono inserite in uno stabile in cui fu ospitato anche il calcolatore elettronico UNIVAC I, e in un edificio dotato di un ampio spazio per poter installare e gestire macchinari pesanti e di elevate dimensioni.
Durante la guerra fredda, il laboratorio fu in competizione con Los Alamos per lo sviluppo dell'arsenale nucleare statunitense e per sviluppare e perfezionare altre tecnologie legate alla difesa nazionale (molte ancora segretate). All'inizio degli anni 90, le armi funzionanti furono trasferite in un magazzino.
Attualmente il laboratorio sta sviluppando lo SSTAR, lo "Small, Sealed, Transportable, Autonomous Reactor". Il progetto prevede la realizzazione di un piccolo reattore nucleare che sia in grado di fornire corrente elettrica per 30 anni senza bisogno di manutenzione complessa. Questo reattore verrà offerto ai paesi meno sviluppati in modo da fornire loro energia nucleare senza dover loro fornire conoscenze nucleari o costringerli a sviluppare delle conoscenze nucleari. Al termine della vita utile del reattore, il progetto prevede che questo venga riportato negli Stati Uniti in modo da impedire l'accesso al plutonio prodotto dal reattore.
È in corso di costruzione il National Ignition Facility, una ricerca per la fusione nucleare basata sul confinamento laser.

## Direttori
- Herbert York (1952–1958)
- Edward Teller (1958–1960)
- Harold Brown (1960–1961)
- John S. Foster (1961–1965)
- Michael M. May (1965–1971)
- Roger E. Batzel (1971–1988)
- John H. Nuckolls (1988–1994)
- C. Bruce Tarter (1994–2002)
- Michael R. Anastasio (2002–2006)
- George H. Miller (2006, ad interim)

## Computer del laboratorio
Il primo computer del progetto fu l'UNIVAC I, ordinato nel settembre del 1952 e attivo dall'aprile del 1953.
Nel corso degli anni sono stati installati molti altri computer, tra i quali:
- 2 IBM 701
- 4 IBM 704
- 4 IBM 709
- 4 IBM 7090
- 1 UNIVAC LARC
- 5 IBM 7094
- 1 IBM 7030 Stretch
- 1 CDC 1604
- 2 CDC 3600
- 4 CDC 6600
- 5 CDC 7600
- 2 CDC STAR-100
- 4 Cray-1
- 5 Cray X-MP
- 3 Cray-2
- 2 Cray Y-MP8
- 1 BBN Butterfly
- 1 Cray C90
- 1 Meiko
- 1 Cray T3D
- ASCI Blue Pacific
- ASCI White
- ASCI Purple
- IBM Blue Gene/L.